# Nyíregyházi lőtér
Nyíregyházi lőtér este o arie protejată (arie specială de conservare — SAC, sit de importanță comunitară — SCI) din Ungaria întinsă pe o suprafață de 189,31 ha, integral pe uscat.

## Localizare
Centrul sitului Nyíregyházi lőtér este situat la coordonatele 47°55′27″N 21°41′49″E / 47.924167°N 21.696944°E.

## Înființare
Situl Nyíregyházi lőtér a fost declarat sit de importanță comunitară în mai 2004 pentru a proteja 1 specie de animale. Situl a fost protejat și ca arie specială de conservare în februarie 2010.

## Biodiversitate
Situată în ecoregiunea panonică, aria protejată conține 2 habitate naturale: Stepe panonice nisipoase, Dune continentale panonice.
La baza desemnării sitului se află o specie protejată de  mamifere: popândău comun (Spermophilus citellus).
Pe lângă speciile protejate, pe teritoriul sitului au mai fost identificate 1 specie de păsări, 1 specie de amfibieni, 3 specii de nevertebrate, 1 specie de pești.